# Towarzystwo Johna Bircha
Towarzystwo Johna Bircha – organizacja polityczna działająca w Stanach Zjednoczonych.

## Opis
Zrzeszenie powstało w 1958. Patronem został baptystyczny misjonarz John Birch, którego w 1945 zamordowali komuniści w Chinach. Towarzystwo jako cel postawiło sobie szukanie i demaskowanie „komunistycznej konspiracji”, która rzekomo była obecna w strukturach władzy na szczeblu federalnym. Przeciwnicy polityczni zarzucali działaczom organizacji stosowanie metod przypominających makkartyzm. Towarzystwo opowiadało się za większymi uprawnieniami stanów kosztem zmniejszenia znaczenia władzy federalnej. Szczególną niechęcią darzono sędziego Earla Warrena, zwolennika zniesienia segregacji rasowej. Największe poparcie Towarzystwo posiadało w Kalifornii i stanach południowych.